# Ranikhet
Ranikhet (o Rawikhet) è una suddivisione dell'India, classificata come cantonment board, di 19.049 abitanti, situata nel distretto di Almora, nello stato federato dell'Uttarakhand. In base al numero di abitanti la città rientra nella classe IV (da 10.000 a 19.999 persone).

## Geografia fisica
La città è situata a 29° 38' 60 N e 79° 25' 0 E e ha un'altitudine di 1.868 m s.l.m..

## Società

### Evoluzione demografica
Al censimento del 2001 la popolazione di Ranikhet assommava a 19.049 persone, delle quali 11.546 maschi e 7.503 femmine. I bambini di età inferiore o uguale ai sei anni assommavano a 1.858, dei quali 997 maschi e 861 femmine. Infine, coloro che erano in grado di saper almeno leggere e scrivere erano 15.782, dei quali 10.048 maschi e 5.734 femmine.